# Lijst van voetbalinterlands El Salvador - Saint Kitts en Nevis
Deze lijst van voetbalinterlands is een overzicht van alle officiële voetbalwedstrijden tussen de nationale teams van El Salvador en Saint Kitts en Nevis. De landen speelden tot op heden vier keer tegen elkaar. De eerste ontmoeting was een kwalificatiewedstrijd voor het Wereldkampioenschap voetbal 2018 op 11 juni 2015 in Basseterre. Het laatste duel, een kwalificatiewedstrijd voor het Wereldkampioenschap voetbal 2022, vond plaats op 15 juni 2021 in San Salvador.

## Wedstrijden
| № | Plaats       | Datum        | Competitie           | Wedstrijd                          | Uitslag |
| - | ------------ | ------------ | -------------------- | ---------------------------------- | ------- |
| 1 | Basseterre   | 11 juni 2015 | WK 2018 kwalificatie | Saint Kitts en Nevis – El Salvador | 2 – 2   |
| 2 | San Salvador | 16 juni 2015 | WK 2018 kwalificatie | El Salvador – Saint Kitts en Nevis | 4 – 1   |
| 3 | Basseterre   | 12 juni 2021 | WK 2022 kwalificatie | Saint Kitts en Nevis − El Salvador | 0 − 4   |
| 4 | San Salvador | 15 juni 2021 | WK 2022 kwalificatie | El Salvador − Saint Kitts en Nevis | 2 − 0   |

## Samenvatting
| Competitie      | Totaal gespeeld | Winst El Salvador | Gelijk | Winst St. Kitts-Nev. | Doelsaldo El Salvador – St. Kitts-Nev. |
| --------------- | --------------- | ----------------- | ------ | -------------------- | -------------------------------------- |
| WK-kwalificatie | 4               | 3                 | 1      | 0                    | 12 − 3                                 |
| Totaal          | 4               | 3                 | 1      | 0                    | 12 − 3                                 |

Wedstrijden bepaald door strafschoppen worden, in lijn met de FIFA, als een gelijkspel gerekend.
FSF · A-internationals · Selecties · Bondscoaches · Statistieken · Salvadoraans vrouwenelftal ·  
Olympisch elftal · El Salvador U21 · El Salvador U19 · El Salvador U17
1920 – 1929 · 
1930 – 1939 · 
1940 – 1949 · 
1950 – 1959 · 
1960 – 1969 · 
1970 – 1979 · 
1980 – 1989 · 
1990 – 1999 · 
2000 – 2009 · 
2010 – 2019 ·
2020 − 2029
Gold Cup 1991 · 
Gold Cup 1993 · 
Gold Cup 1996 · 
Gold Cup 1998 · 
Gold Cup 2000 · 
Gold Cup 2002 · 
Gold Cup 2003 · 
Gold Cup 2005 · 
Gold Cup 2007 · 
Gold Cup 2009 · 
Gold Cup 2011 · 
Gold Cup 2013
WK 1970 · 
WK 1982
OS 1968
1921 · 
1922–1927 · 
1928 · 
1929 · 
1930 · 
1931–1934 · 
1935 · 
1936–1937 · 
1938 · 
1939–1940 · 
1941 · 
1942 · 
1943 · 
1944–1945 · 
1946 · 
1947 · 
1948 · 
1949 · 
1950 · 
1951–1952 · 
1953 · 
1954 · 
1955 · 
1955–1960 · 
1961 · 
1962 · 
1963 · 
1964 · 
1965 · 
1966 · 
1967 · 
1968 · 
1969 · 
1970 · 
1971 · 
1972 · 
1973 · 
1974 · 
1975 · 
1976 · 
1977 · 
1978 · 
1979 · 
1980 · 
1981 · 
1982 · 
1983 · 
1984 · 
1985 · 
1986 · 
1987 · 
1988 · 
1989 · 
1990 · 
1991 · 
1992 · 
1993 · 
1994 · 
1995 · 
1996 · 
1997 · 
1998 · 
1999 · 
2000 · 
2000 · 
2001 · 
2002 · 
2003 · 
2004 · 
2005 · 
2006 · 
2007 · 
2008 · 
2009 · 
2010 · 
2011 · 
2012 · 
2013 ·
2014 ·
2015 ·
2016 ·
2017 ·
2018 ·
2019 ·
2020 ·
2021 ·
2022 ·
2023
Amerikaanse Maagdeneilanden ·
Anguilla ·
Antigua en Barbuda ·
Argentinië ·
Armenië ·
Aruba ·
Barbados ·
België ·
Belize ·
Bermuda ·
Bolivia ·
Brazilië ·
Canada ·
Chili ·
China ·
Colombia ·
Costa Rica ·
Cuba ·
Curaçao ·
Dominicaanse Republiek ·
Ecuador ·
Estland ·
GOS ·
Grenada ·
Griekenland ·
Guatemala ·
Guyana ·
Haïti ·
Honduras ·
Hongarije ·
IJsland ·
Ivoorkust ·
Jamaica ·
Japan ·
Joegoslavië ·
Kaaimaneilanden ·
Mexico ·
Moldavië · 
Montserrat ·
Nederlandse Antillen ·
Nicaragua ·
Nieuw-Zeeland ·
Panama ·
Paraguay ·
Peru ·
Puerto Rico ·
Qatar ·
Rusland ·
Saint Kitts en Nevis ·
Saint Lucia ·
Saint Vincent en de Grenadines ·
Sovjet-Unie ·
Spanje ·
Suriname ·
Trinidad en Tobago ·
Venezuela ·
Verenigde Staten ·
Zuid-Korea
SKNFA · A-internationals · Vrouwenelftal van Saint Kitts en Nevis
1979 – 1989 · 
1990 – 1999 · 
2000 – 2009 · 
2010 – 2019 ·
2020 − 2029
Amerikaanse Maagdeneilanden ·
Andorra ·
Anguilla ·
Antigua en Barbuda ·
Armenië ·
Aruba ·
Bahama's ·
Barbados ·
Belize ·
Bermuda ·
Britse Maagdeneilanden ·
Canada ·
Costa Rica ·
Cuba ·
Curaçao ·
Dominica ·
Dominicaanse Republiek ·
El Salvador ·
Estland ·
Georgië ·
Grenada ·
Guyana ·
Haïti ·
India ·
Jamaica ·
Kaaimaneilanden ·
Mauritius ·
Mexico ·
Montserrat ·
Nicaragua ·
Noord-Ierland ·
Puerto Rico ·
Saint Lucia ·
Saint Vincent en de Grenadines ·
San Marino ·
Suriname ·
Taiwan ·
Trinidad en Tobago ·
Turks- en Caicoseilanden ·
Verenigde Staten